# Бленорея
Бленоре́я (грец. βλεννος, або Неонатальний кон'юнктивіт — слиз і грец. ρεω — текти) — гостре гнійне запалення слизової оболонки ока, яке спричинює гонокок. Є особливою формою гонококової інфекції.
Найчастіше буває у новонароджених. Зараження настає при пологах (якщо жінка хвора на гонорею) або при негігієнічному догляді за немовлям. Бленорея перебігає з різким набряком повік та сильною гноєтечею.
При бленореї часто уражається рогівка, що може призвести до утворення більма. Після введення обов'язкової профілактики (припікання слизової оболонки очей відразу по народженні 2 % розчином ляпісу) бленорея зустрічається рідко. Бленорея у дорослих виникає при інфікуванні очей руками або предметами, забрудненими гонорейними виділеннями, і перебігає більш тяжко і з тяжчими наслідками.

## Лікування
Для лікування бленореї звичайно призначаються антибіотики (пеніцилінового ряду), сульфаніламідні препарати тощо.